# 国家死滅
国家死滅（こっかしめつ、露: Отмирание государства、英: withering away of the state）または国家の終焉（こっかのしゅうえん）とはフリードリヒ・エンゲルスによって造語されたマルクス主義者の概念。唯物史観に基づく共産主義社会では、国家権力は徐々に不要となり、最終的には国家は死滅するとする。

## 用語
国家死滅は、『反デューリング論』の第三部、第二章において、フリードリヒ・エンゲルスによって造語された。
またエンゲルスは著作『家族・私有財産・国家の起源』では以下を記した。

## 概要
国家死滅の考えはエンゲルスが始めに導入したが、彼はその基礎となす概念をカール・マルクスと、―ウラジーミル・レーニンを含む―それを後に拡張するその他のマルクス主義理論家（英語: Marxist theorists）たちに帰した。国家死滅のこの概念によれば、終局的な共産主義社会はもはや社会全体に利益を得るところの方法で個人らがそうなるよう勧誘するのに強制を必要としないだろう。このような社会はプロレタリア独裁の一時的な期間の後に起きるだろう。
それは社会主義と呼ばれる社会の現れた段階での国家の変形の概念から進む。エンゲルスは―彼よりも前のアンリ・ド・サン＝シモンによってなされた主張に似た―社会主義社会においては公的な組織化は基本的に、法律の立法や執行とは対照的に、資源の最適な配置のような技術的な問題に関係するようになるだろう、そしてしたがって、伝統的な国家の機能は社会の働きにとってしだいに不適切かつ不必要になるだろう、ということを仮定する。エンゲルスは、「国民の政府ではあるが、しかし物の管理」による国家の変形そのもの、そしてこのようにその用語の伝統的な意味においての国家にはならないだろうことを主張する。
この筋書きは、その生産手段を所有するものである、これらの道具としての強制力のマルクスの見解において依存する、すなわち、一定の社会階級（ブルジョアジー）とその資本主義国家（英語: capitalist state）。共産主義社会では、社会階級は消滅し、そして生産手段は単一の所有者をもたないだろう。その結果、そのようなひとつの無国家社会（英語: stateless society）はもはや法律を必要としないだろうし、そして無国家共産主義社会が開かれるだろう。
国家死滅の概念は、伝統的なマルクス主義を、（国家制度の保持を受け入れるものである）国家社会主義ならびに（国家のいかなる臨時の 革命後の制度に対する必要の理解なしに、国家の直接の廃止を要求するものである）反国家統制（英語: anti-statism）の無政府主義に分化させた。
ソビエト連邦のソビエト連邦マルクス主義では、レーニンは、彼の国家と革命 (1917) に見るように、国家死滅の理念を支持した。ヨシフ・スターリンの政府は時々それに言及した、しかし国家が死滅しうるところの、発展のその進歩した段階にまだその言葉があることを信じなかった。彼は、国家が、少なくとも短期間の間に、共産主義の最後の勝利から脱線しようとするこれらの要素に打ち勝つような、十分な力を持つことを信じた。従って、スターリン時代のソビエト連邦は国家死滅の考えを脇に追いやった。

## 引用文献

### ウェブサイト
- Blackwell (1999). "withering away of the state". Blackwell Dictionary of Political Science.
- Engels, Frederick. “Origins of the Family - Chapter IX”.   Marxists.org. 2012年12月26日閲覧。

### 書籍
- Institut für Marxismus-Leninismus beim ZK der SED, ed (1962). Karl Marx-Friedrich Engels: Welke. 20. Berlin: Dietz Verlag
  - 上記の和書：大内, 兵衛、細川, 嘉六、粟田, 賢三、村田, 陽一『反デューリング論・自然の弁証法』 20巻（第1版）、大月書店、東京都文京区本郷〈マルクス=エンゲルス全集〉、1968年10月30日。
- Institut für Marxismus-Leninismus beim ZK der SED, ed (1962). Karl Marx-Friedrich Engels: Welke. 21. Berlin: Dietz Verlag
  - 上記の和書：大内, 兵衛、細川, 嘉六、村田, 陽一『1883～1889』 21巻（第1版）、大月書店〈マルクス=エンゲルス全集〉、1971年8月31日。
- Zhao, Jianmin; Dickson, Bruce J. (2001). Remaking the Chinese State: Strategies, Society, and Security. Taylor & Francis Group. p. 2. ISBN 978-0-415-25583-7 2012年12月26日閲覧。